# Half-Life
Half-Life (estilizado HλLF-LIFE) es un videojuego de disparos en primera persona del género ciencia ficción, con toques de techno-thriller, desarrollado por Valve Corporation. Supuso este juego el debut de la compañía y el primero de lo que posteriormente pasaría a ser la serie Half-Life. El título, distribuido por Sierra Studios, fue lanzado el 19 de noviembre de 1998. También se publicó una nueva versión para PlayStation 2 el 14 de noviembre de 2002. La trama de Half-Life tiene lugar en algún momento de los 2000s (según el manual del juego).

## Argumento
Half-Life narra las aventuras de Gordon Freeman, un científico teórico del Laboratorio de Materiales Anómalos del Centro de Investigación Black Mesa, un enorme complejo científico subterráneo y ultrasecreto instalado en una base militar en desuso emplazada en el desierto de Nuevo México. Este lugar tiene muchas similitudes con el Laboratorio Nacional de Los Álamos y el Área 51. El juego original estaba inspirado por videojuegos como Doom, Quake, Resident Evil, la novela La niebla de Stephen King y un episodio de The Outer Limits llamado The Borderland. Más tarde fue desarrollado por el escritor y autor Marc Laidlaw, quien escribió los libros Dad's Nuke y The 37th Mandala.
La historia nos sitúa al inicio de la jornada laboral del que debía ser un día cualquiera de Gordon en las instalaciones de Black Mesa. Desde el primer momento el jugador tendrá control de Gordon y, a modo de introducción, verá cómo el protagonista es transportado en un monorriel automatizado que lo adentra en el complejo subterráneo. Una vez en las instalaciones, Gordon interactuará con algunos de sus compañeros de trabajo y se enfundará en su traje especial (HEV MARK IV) para iniciar un experimento basado en unos misteriosos materiales anómalos. Sin embargo, durante el experimento algo no sale según lo previsto y Freeman abre involuntariamente un agujero interdimensional que da acceso a un mundo paralelo llamado Xen, el cual está poblado por criaturas extraterrestres (los más conocidos son los vortigaunts o «esclavos»). Durante el incidente, la sala de pruebas donde estaba Freeman queda destruida por la secuencia de resonancias, pero él consigue escapar de allí gracias al traje de protección. Tras volver a su dimensión, después de haber sido atrapado en una tormenta de portales, tendrá que hacer frente a las consecuencias imprevistas del experimento al descubrir que una horda de extraterrestres ha invadido el complejo científico, atacando a su personal y destruyendo todo a su paso.
A medida que avanza por el lugar, Gordon Freeman se encuentra con cadáveres humanos, escombros y criaturas voraces que persiguen a los supervivientes. El protagonista, con el apoyo de colegas ocasionales y guardias de seguridad del centro, se enfrenta a los extraterrestres con el propósito de sobrevivir y regresar a la superficie para buscar ayuda. Las habilidades de Freeman le permiten utilizar un amplio arsenal y mantenerse con vida mientras trata de comprender lo sucedido. Durante su travesía, descubre que el gobierno de los Estados Unidos intenta encubrir el accidente mediante el envío de un comando de élite especializado en entornos hostiles. Numerosos soldados bien equipados ingresan a los restos del complejo subterráneo con el fin de contener la invasión extraterrestre y silenciar al personal superviviente de Black Mesa. Sin esperar ayuda externa, Freeman, con el asesoramiento de sus compañeros supervivientes, establece un nuevo objetivo: llegar al Complejo Lambda al otro lado de las instalaciones de Black Mesa, donde hay una vía de acceso a Xen para poner fin a la invasión alienígena.
A medida que avanza, Gordon Freeman se enfrenta a situaciones cada vez más difíciles, tenebrosas y extrañas. Entre los misterios que lo rodean se encuentra un enigmático personaje que observa a Gordon desde la distancia y que aparenta ser un hombre vestido con un traje azul y portando un maletín oscuro. El papel de este misterioso personaje, conocido como G-Man, no se revela en ningún momento.
Finalmente, Freeman es teletransportado a Xen, donde descubre que no es el único que ha llegado al lugar. Encuentra cadáveres enfundados en trajes especiales similares al suyo, de personas que previamente intentaron enfrentarse a Nihilanth, un ser de Xen que mantiene abiertos los portales a la Tierra. Sin embargo, a diferencia de sus predecesores, Gordon logra destruir a la gigantesca criatura, poniendo así fin a la amenaza del portal, o al menos eso cree él.
Tras esta hazaña, G-Man aparece, captura a Gordon y lo coloca en un monorriel automatizado similar al que lo transportaba al inicio de la historia, mientras le dice: «…me tomé la libertad de despojarle de todas sus armas; en cualquier caso, la mayoría eran propiedad del gobierno. En cuanto al traje, se lo ha ganado…»
Finalmente G-Man propone a Gordon trabajar para sus «empleadores» con «una oferta que no podrá rechazar». A partir de ese momento, hay dos finales posibles para el juego: Si Gordon acepta la propuesta, entonces G-Man lo pondrá en modo «hibernación» por un tiempo indefinido hasta que le sea de utilidad. Si por el contrario Gordon decide rechazar la oferta, entonces G-Man teletransporta a nuestro protagonista a un lugar desconocido donde aparecerá desprovisto de armas y rodeado de alienígenas hostiles que se le aproximan, dando a entender que Gordon muere.
En la secuela Half-Life 2 se asume que Gordon escogió la primera opción y tras ser hibernado por G-Man despertará unos años más tarde al inicio del siguiente juego.

### Capítulos
| Capítulo 1 - Bienvenido a Black Mesa: Gordon va a su puesto de trabajo, utilizando el sistema de transporte del complejo, parte de sector de baja seguridad donde se encuentran las habitaciones. Se dirige al sector C, donde es la sección de materiales anómalos en la cual trabaja. |
| Capítulo 2 - Materiales Anómalos: Freeman llega y se equipa con su traje de protección para llevar a cabo el experimento en la cámara de pruebas. Al parecer llega bastante tarde y todos sus colegas se lo terminan reprochando. En el camino a la cámara de pruebas vemos al misterioso personaje vestido de traje azul, conversando con un científico. Aparentemente el primero está haciendo algo que este no quiere. |
| Capítulo 3 - Consecuencias imprevistas: El experimento fracasa, abriendo un portal por donde cruzan los extraterrestres de la dimensión de donde obtuvieron la muestra. Freeman tiene su primer enfrentamineto con el headcrab (cuya traducción aproximada sería cangrejo asaltacabezas) y algunas criaturas más, como los vortigaunts. Consigue escapar del sector mediante unos viejos pasajes industriales. |
| Capítulo 4 - Complejo de oficinas: Freeman tiene como objetivo llegar a la superficie para buscar a las Fuerzas Armadas del gobierno, recién llegadas a la superficie del complejo. Para lograrlo, debe atravesar un complejo de oficinas infestadas de alienígenas, pero también cuenta con aliados. |
| Capítulo 5 - «Tenemos hostiles»: Comienza la llegada de los soldados de la H.E.C.U, que tratan de ocultar el incidente eliminando a los sobrevivientes, Gordon Freeman incluido. Cuando este comprende que la salida no está en la superficie, vuelve a meterse en lo profundo del complejo, donde se encuentra un colega científico que le explica que el Complejo Lambda es el único que puede acabar con este desastre, indicándole cómo llegar a dicha instalación. Se supone que Freeman debe llegar allí lo antes posible atravesando zonas industriales, el recorrido óptimo debido a los numerosos fallos de seguridad.                                                                      |
| Capítulo 6 - Foso explosivo: Freeman recorre los silos nucleares de Black Mesa, donde se prueban motores cohete. Debe utilizar uno de estos motores para poder aniquilar a los 3 grandes tentáculos xenianos que le impiden poder continuar. Escapará de la zona a través de una gran tubería de agua que termina cediendo y arrojándolo a un pequeño depósito. |
| Capítulo 7 - Energía: Freeman tendrá que suministrar electricidad al ferrocarril para continuar su progreso, pero es interrumpido por un formidable general xeniano blindado llamado Gargantúa que acecha en el medio de las vías. Gordon tendrá que encender los generadores para electrocutar a Gargantúa y continuar su camino. |
| Capítulo 8 - Sobre rieles: Gordon utiliza el viejo sistema de ferrocarril en desuso para llegar a la superficie, donde debe llegar a una plataforma de lanzamiento. Una vez allí, tendrá que lanzar un cohete que liberará el satélite Lambda. |
| Capítulo 9 - Captura: Freeman llega a zonas industriales subterráneas anegadas y a los almacenes abandonados controlados por el ejército, además de estar infestados de xenianos. Al final del capítulo, justo antes de alcanzar la superficie, Gordon es finalmente capturado en una emboscada realizada por los soldados. |
| Capítulo 10 - Proceso de residuos: Privado de todas sus armas, Gordon es abandonado en un compactador de residuos y dado por muerto. Sin embargo, consigue escapar del lugar y salir a la superficie, aunque en una zona periférica. Para volver al recorrido, recorre el inhóspito y algo macabro centro de tratamiento de residuos, plagado de ciertos roedores xenianos. |
| Capítulo 11 - Ética cuestionable: En este capítulo de transición, Freeman finalmente llega a un laboratorio de prueba de armamentos, tomado por soldados, en donde algunos equipos láser están siendo probados. Para escapar, debe encontrar algún colega científico para poder activar el escáner de retina y salir del laboratorio. Sin embargo, una vez afuera, todo está lleno de soldados y xenianos por todas partes. |
| Capítulo 12 - Tensión superficial: Por fin Gordon Freeman alcanza la superficie. Con el objetivo de llegar hasta el Complejo Lambda avanza a través de un vasto desierto y por la zona montañosa, situada en las afueras de Black Mesa. El ejército controla cada sector y tratarán de eliminar a Gordon por todos los medios necesarios. |
| Capítulo 13 - «¡Olvídate de Freeman!»: Mientras Gordon está por llegar al Complejo Lambda, los soldados, al ver la situación, declaran la retirada para no sufrir más bajas y así la Fuerza Aérea pueda empezar a bombardear el sitio. Poco a poco, el protagonista se va adentrando en el Complejo Lambda (instalaciones subterráneas de Black Mesa). |
| Capítulo 14 - Núcleo Lambda: Freeman finalmente consigue llegar al Complejo Lambda, pero en este lugar ya reina el caos. Grandes cantidades de xenianos enormes le impedirán a Gordon Freeman llegar hasta el reactor, donde deberá atravesar diversos portales. En uno de los portales se advierte la presencia del misterioso G-Man. En el camino, se irá encontrando con los restos del equipo Lambda, los cuales le irán guiando para que pueda llegar a la cima del reactor, donde lo espera el último miembro del equipo junto con un guardia. Este individuo incita a Gordon a enfrascarse en un viaje al mundo fronterizo, para intentar acabar con la criatura que controla a los xenianos. |
| Capítulo 15 - Xen: Gordon Freeman es teletransportado a Xen, el mundo fronterizo, bastante diferente de la Tierra. El módulo de salto largo (que le dan antes de ir a Xen como precaución) es indispensable para progresar con éxito, debido a la poca gravedad que hay en el planeta. |
| Capítulo 16 - El escondite de Gonarch: En este capítulo, Gordon Freeman tiene que luchar contra Gonarch, la madre de los headcrabs, una criatura gigante y espantosa con una fuerza descomunal. Solo matándola, Gordon podrá entrar en el segundo teletransportador, esencial para su progreso. |
| Capítulo 17 - Intruso: En este tramo, Gordon Freeman entra en una especie de «fábrica» o centro de procesado, donde hay varios esclavos trabajando en la creación de criaturas genéticamente modificadas, como los Grunts, lo que demuestra claramente que estos no son xenianos originales. Gordon tendrá que llevar a cabo difíciles combates para encontrar los cuatro teletransportadores restantes. |
| Capítulo 18 - Nihilanth: Gordon Freeman llega al jefe final: Nihilanth. El líder de los habitantes de Xen; una criatura que controla la teletransportación de aliens a Black Mesa, y además es una criatura mutilada y con implantes cibernéticos, con un gran poder sobre el teletransporte, que observó el progreso del héroe por todo Xen, insinuándole cosas que no comprenderemos del todo hasta que no juguemos la secuela. Después de una larga y dolorosa lucha entre él y sus subordinados, logra vencer a Nihilanth, concluyendo así el final, pero justo antes de la explosión es teletransportado a otro lugar.                                                                          |
| Epílogo - Final del Juego: Gordon aparece frente a frente con el mismísimo G-Man, quien lo felicita por el trabajo realizado, le explica muy brevemente su situación y le ofrece un «puesto de trabajo». Pero si Gordon se niega, el misterioso G-man le ofrecería «una batalla en la que no tendría posibilidad de ganar». Dependiendo de lo que escojamos, el juego terminará con un final distinto. Si aceptamos el trabajo la historia continuará (en el siguiente episodio de la saga), mientras que en el caso de no aceptar el trabajo, seremos teletransportado sin armas frente a un escuadrón de xenianos, dando a entender que Gordon muere.                                              |

### Personajes

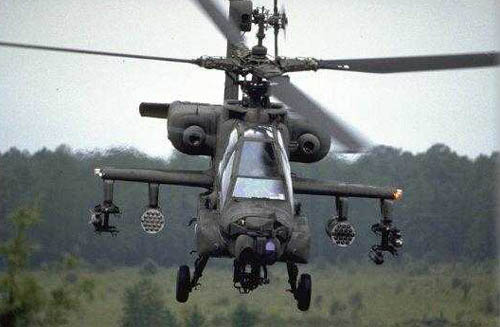
Un helicóptero Apache, el cual aparece mucho en el juego, especialmente en el capítulo Tensión en la superficie.

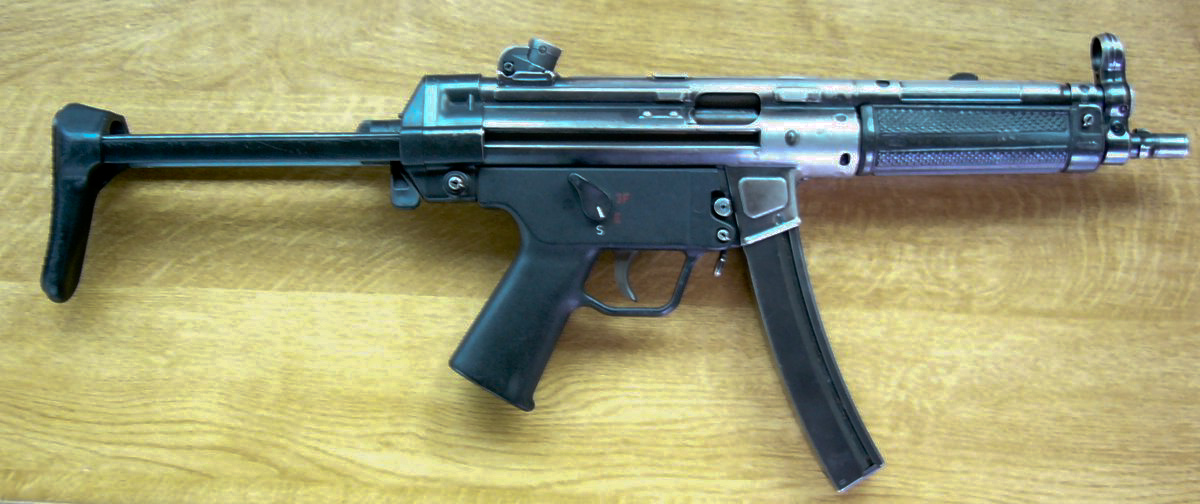
MP-5: arma por defecto de los soldados.

- Gordon Freeman: Es el protagonista del juego. Doctorado en física teórica, Gordon es un brillante y joven investigador asignado en el departamento de Materiales Anómalos del centro de investigación Black Mesa, donde se llevan a cabo investigaciones de alto secreto, tales como materia nuclear y física de partículas. Aunque no se sabe si Gordon Freeman tenía conocimientos en el uso de armas de fuego antes del incidente, después que este se produjo durante el experimento en el que participó, demostró formidables habilidades en el uso de diversas armas para defenderse de los ataques de los alienígenas xenianos y de los soldados del gobierno, quienes habían sido enviados para evitar que salieran a la luz los propósitos del experimento. Gordon es un hombre esbelto, de piel blanca y cabello castaño corto, lleva una barba corta tipo candado y un par de lentes. Siempre se representa usando su traje de protección naranja, con su característica palanca roja en la mano.

- Guardias de seguridad: Son los guardias que vigilan por todo el complejo Black Mesa. Visten de azul, con un chaleco antibalas negro, y casco de kevlar. Se encuentran dispersos por todo el complejo y en algunas ocasiones suelen sernos de utilidad, ya que son capaces de ayudar contra algunos enemigos o bien abrir puertas que requieran identificación. Uno de estos guardias, Barney Calhoun, aparece al inicio del juego. Posteriormente también protagoniza una de las expansiones (Blue Shift) y aparece en otras secuelas de la saga. Como nota curiosa, dado que Half-Life y Blue Shift transcurren en una línea de tiempo simultánea, veremos que algunas escenas comunes en ambos juegos podrán ser vistas desde la perspectiva tanto de Gordon o de Barney, según el juego que se esté usando.

- Científicos: Es el equipo de ciencias de Black Mesa. Están por todas partes y permiten al personaje abrir algunas puertas donde se requiera una identificación, y en general restauran la salud de Gordon Freeman si este se encuentra muy malherido. Están siempre asustados y nerviosos y, además de no tener ningún arma, son víctimas fáciles cuando comienzan los disparos. Un grupo especial de ellos, llamados el Equipo Lambda, se compone de los hombres con mayor jerarquía del complejo. Se encuentran en el Complejo Lambda, y son los últimos aliados que se encontrará Freeman antes de ser obligado por uno de los miembros de ese equipo a viajar al planeta del que provienen las criaturas.

- G-Man: El juego también está centrado en un personaje muy misterioso, que lleva un traje azul y corbata oscura, a menudo referido como «el hombre del maletín» o «G-Man», dado que el modelo de este personaje en los archivos del juego tiene como nombre «gman». Siempre está observando a Freeman en ciertos puntos del juego. Al parecer, se hizo pasar por administrador de Black Mesa y fue él quién forzó al equipo de ciencias a examinar la muestra de Xen más allá de los límites de seguridad, produciendo la secuencia de resonancias que causó el accidente. Por lo que se puede deducir que tiene influencia sobre el equipo científico. No se sabe con certeza cuáles son sus verdaderas intenciones, y ni siquiera al finalizar el juego se tiene la certeza de quién o qué es realmente. El misterio que ofrece este personaje es uno de los principales elementos del juego, incluyendo al resto de la saga con sus respectivas expansiones.

- Soldados de la H.E.C.U.: Sus siglas significan: Hazardous Environmental Combat Unit (en español Unidad de Combate en Entornos Peligrosos). Son soldados enviados por el gobierno para hacer una «limpieza» en las instalaciones de Black Mesa. Su filosofía de contención consiste en matar a todos aquellos que hayan tenido algo que ver con el proyecto (Gordon está entre ellos). A medida que transcurre el juego, empiezan a tomarle un especial rencor a Freeman, dado que (en defensa propia) está matando a todos sus colegas. Incluso esto se puede ver en las paredes frases pintadas en aerosol que dicen: «Surrender Freemen» («Ríndete, Freemen»), «Yore dead Freeman» («'Tás muerto, Freeman»), «Die Freeman» («Muere, Freeman»). Las faltas ortográficas (Freemen y Yore) son intencionadas en los soldados. Cuando Gordon está por llegar al Complejo Lambda, el equipo decide retirarse porque sufre constantes ataques y ya no recibe apoyo ni refuerzos. Este acontecimiento ocurre en forma paralela al capítulo «Nos Retiramos» de Half-Life: Opposing Force. Por culpa de los alienígenas de Xen, los soldados H.E.C.U. detienen su avance, y los soldados que quedaron dentro del Complejo Lambda quedan a su suerte. Como dato curioso, en Half-Life: Opposing Force, podemos ver la figura de Gordon Freeman a través de los ojos del protagonista, Adrian Shephard.

### Enemigos
- Headcrab: Es el enemigo más recurrente del juego. Se trata de un alien pequeño con forma de cangrejo que tiene como objetivo atacar a la cabeza para controlar al huésped y convertirlo en una especie de zombi.

- Zombie: Es el resultado de un ser humano que fue zombificado por un Headcrab, tiene grandes garras con las cuales puede hacer un gran daño al jugador.

- Houndeye: Alienígenas con similitud a un perro. Posee 3 patas, numerosos ojos y su único ataque es una descarga eléctrica, antes de efectuar su ataque el jugador puede matarlo fácilmente.

- Bullsquid: Es un alien que embiste todo a su paso, tanto humanos como Headcrabs. Cuando el jugador está en una posición lejana, el Bullsquid arroja un ácido el cual ciertas veces puede caer en el jugador. Cuando el jugador tiene poca cantidad de vida, el Bullsquid da un coletazo el cual es fatal.

- Vortigaunt: También conocidos como "Esclavos" estos alienígenas son los más numerosos en Xen, su ataque principal consiste en lanzar un rayo verde, y si el jugador se le acerca lo suficiente puede atacar cuerpo a cuerpo. En modo difícil, carga su rayo más rápido y reduce bastante la cantidad de salud. Cuando son dañados tienden a huir del enemigo. Sí van en grupo y uno es asesinado, sus compañeros pueden revivirlo con los rayos. Cuando matamos a Nihilanth, estos quedan libres de los brazaletes verdes de los cuales eran controlados y esclavizados, razón por la que son aliados en Half-Life 2.

- Barnacle: Forma de vida lapa, pegado al techo y con una lengua la cual si atrapa a una presa la arrastrará hasta su boca para comenzar a devorarla. Pueden encontrarse en lugares oscuros.

- Gargantua: Alienígena de gran tamaño, cubierto de una capa de acero que lo hace inmune a las balas. Está equipado de dos lanzallamas que porta en sus brazos. También al dar un pisotón enciende una llama la cual sigue al enemigo en línea recta y puede alcanzarlo no importa si hay obstáculos delante. Aunque es obligatorio matar al primero que encontramos con electricidad en el capítulo "Energía" el Gargantua también puede ser asesinado con explosivos.

- Tentacle: Alienígena provisto de un poco filoso y al ser ciego se guía por el sonido para atacar donde escuchó. Aunque a los tres que se ven en el capítulo "Foso Explosivo" pueden ser exterminados con el fuego, los posteriores que aparecen no pueden morir; lo único que harán al recibir daño será esconderse, pero saldrán nuevamente poco después.

- Ichthyosaur: Alien acuático parecido a un tiburón. Su ataque consiste en una gran mordida que marea al jugador, puede ser fácilmente asesinado con la ballesta.

- Leech: Pequeñas sanguijuelas que van en grupo y muerden al jugador, y gastan salud de 1 en 1 rápidamente. Mueren fácilmente de un golpe con la palanca.

- Alien Grunt: Vortigaunts artificiales, equipados con la "Hivehand", un arma que lanza avispones los cuales van teledirigidos al enemigo. Como los Vortigaunts, si se les acerca mucho atacan cuerpo a cuerpo. Varias partes de su cuerpo están blindadas.

- Alien Aircraft: Naves xenianas las cuales transportan a los alienígenas y también lanzan un rayo que pueden destruir todo lo que esté a su paso. Suelen desaparecer luego de arrojar a los xenianos.

- Alien Controller: Aliens parecidos a Nihilanth sólo que más pequeños, incluso tiene su misma forma de ataque.

- Gonarch: Un Headcrab gigante, jefe del capítulo que lleva su nombre. Puede embestir al jugador, arrojarle una sustancia blanquecina y depositar Headcrabs diminutos y trasparentes.

- Nihilanth: El jefe final del juego. Véase Nihilanth.

- Boid: Aliens voladores, parecidos a un murciélago. Sólo aparecen en el epílogo del juego cuando aparece G-Man.

## Sistema de juego

### Principios básicos
El objetivo primordial de Half-Life es utilizar pensamientos lógicos y gran variedad de armamento para sobrevivir en un entorno complejo donde el personaje principal es atacado por adversarios de diversas habilidades y de potencial peligrosidad. En algunas circunstancias, el protagonista debe afrontar situaciones de alta complejidad, que arriesgan su salud y posibilidades de supervivencia. Estas dificultades son denominadas rompecabezas (puzzles en inglés), término recurrentemente utilizado por aficionados. Para resolver estas situaciones, el videojugador necesita concentrarse en esta dificultad, y enfocarse en observar detenidamente los obstáculos para buscar el método más adecuado de salir y que su salud reciba menor porcentaje de daño. Los enemigos, desde la unidad militar H.E.C.U. hasta organizaciones confidenciales (Black Ops o Black Operatives) son capaces de imponer obstáculos peligrosos, como explosivos colocados en las paredes que emiten cada uno un láser celeste (tripmines en inglés), el cual si es interrumpido, por el protagonista o cualquier objeto, el explosivo estalla de inmediato. Otra clasificación de obstáculos son las "torretas" (turrets), unas ametralladoras automatizadas estacionarias que se activan al ser tocadas, cuando se les dispara o si un objeto o persona interrumpe el láser rojo de su sensor de movimiento.

### Controles e interfaz

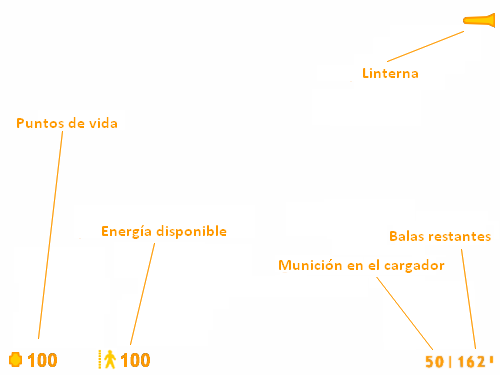
El Hud del juego.

Half-Life es un juego de acción en primera persona que se juega con teclado y ratón. El teclado se utiliza para la mayoría de las acciones - los movimientos (avanzar, retroceder, girar o desplazarse lateralmente a la izquierda, girar o desplazarse lateralmente a la derecha, saltar, agacharse, caminar con sigilo, correr), la gestión del equipamiento (cambiar de armas, disparar, recargar, encender la linterna) y la comunicación (escrita u oral). El ratón sirve para dirigir la vista del jugador y del arma usando una mira inmóvil que está en el centro de la pantalla; también sirve para disparar al enemigo con un solo clic izquierdo. El jugador también puede activar la función secundaria del arma con el botón derecho del ratón como el zum de la ballesta. La mayoría de los ratones también están equipados con una rueda en medio del mismo que sirve para cambiar el arma girando la rueda, aunque en la actualidad muchos los usan para saltar con la rueda hacia arriba y agacharse con la rueda hacia abajo (este último hace un movimiento raro similar a un temblor en vez de agacharse).[cita requerida]
La interfaz se compone de diferentes elementos que se distribuyen en la periferia de la pantalla. En la esquina superior derecha hay una linterna que ilumina el camino cuando se activa. En la parte inferior de la pantalla el jugador puede ver su vida, la energía disponible de su traje H.E.V. y el resto de sus municiones.
Otros elementos aparecen solo cuando el jugador presiona un botón, el submenú para cambiar de armas, un menú para seleccionar las armas y el equipo (que puede ser desactivado) se ponen de relieve en la parte superior de la pantalla y muestra las distintas partes de su arsenal y puede cambiar de uno a otro visualmente. Las armas unas tras otra se cambian mediante la rueda del ratón en el siguiente orden: Armas blancas, Armas ligeras, Armas medianas, Armas pesadas y Explosivos. El jugador puede presionar una tecla específica para utilizar un objeto o ponerse en contacto con un personaje aliado o enemigo.

### Armas
El armamento que se encuentra en el juego está dividido en 5 menús categóricos. La mayoría tienen otro mecanismo de disparo con la acción secundaria.

#### Grupo I: Armas blancas
- Palanca: Es el arma por defecto del personaje principal, y la más característica del mismo. No hace mucho daño pero puede asestar rápidos golpes sin parar y muy útil en algunos casos del juego. Es casi un símbolo de Half-Life.

#### Grupo II: Armas de una mano

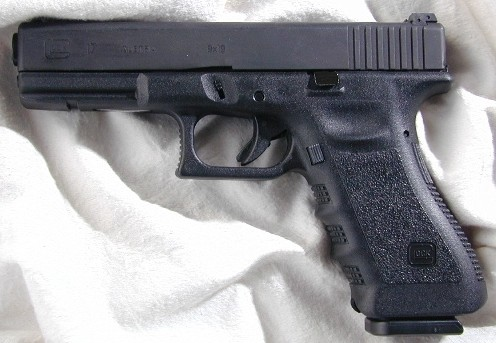
Una Glock 17. En Half-Life tiene la misma apariencia.

- Glock 17: Una pistola muy precisa, incluso a grandes distancias. Con la acción secundaria se puede disparar más rápido, pero de forma muy imprecisa. Es el arma principal de los guardias de seguridad de Black Mesa. En el pack de modelos de alta definición, la Glock es reemplazada por una Beretta 92 del mismo calibre. Lleva 250 balas en cargadores de 17.

- Colt Python en .357 Magnum: Es un poderoso revólver que es tan preciso como la Glock, pero con gran potencia. Sus desventajas son que se encuentran pocas balas para esta arma, tiene menos cadencia de disparo efectivo (debido al retroceso que desvía el arma y se debe volver a apuntar). Lleva 36 balas para su tambor de 6.

#### Grupo III: Armas de dos manos
- MP5 con M203: Un subfusil (equipado con lanzagranadas) muy útil contra ciertas amenazas, pero es impreciso a largas distancias. Con la acción secundaria se dispara el lanzagranadas. En el pack de modelos de alta definición, el MP5 es reemplazado por la M4A1. Lleva 250 balas que son también de la Glock 17 en cargadores de 50 y tiene hasta 10 granadas en total.

- SPAS-12: Es un escopeta de corredera/semiautomática. Es muy poderosa a distancias cortas e imprecisa a largas distancias. Con la acción secundaria se disparan dos cartuchos, pero tarda más en recargar. En el pack de modelos de alta definición, tiene más detalles. Lleva 125 cartuchos y su depósito tubular tiene una capacidad de 8 cartuchos.

- Ballesta de repetición: Es un arma tan letal que puede matar de un flechazo a casi cualquier monstruo o persona. Excelente a media y larga distancia (con la acción secundaria se activa la mira telescópica). Por el contrario tarda mucho en recargar, por lo que la hace ineficaz en enfrentamientos cuerpo a cuerpo. Lleva 55 flechas en cargadores de 5.

#### Grupo IV: Armas pesadas
- Lanzamisiles Armbrust: Un poderoso lanzamisiles que produce una demoledora explosión; con la acción secundaria se puede activar o desactivar el designador láser para guiar al misil. Su desventaja es que tan solo se pueden llevar 6 misiles.

- Cañón Gauss o Cañón Tau: Una poderosa arma que usa baterías nucleares. Puede llevar 100 puntos de munición de plasma, pero la desventaja es que se gasta rápidamente. Dado que no se usa por cargas, no es necesario cargarla. Con la acción secundaria se puede reunir más energía para disparar un rayo más dañino, pero si se carga demasiado puede dañar al personaje.

- Cañón Egon o gluon: Usa la misma energía que el Gauss solo que esta arma convierte el plasma en electricidad concentrando todo en un solo punto formando un rayo muy poderoso de color azulado que puede desintegrar rápidamente a un enemigo. Al igual que el Gauss, se gasta rápidamente (otra desventaja es que cuando lo usas, el Cañón Tau también se gasta y viceversa).

- Destructor Grunt: Es el arma que llevan algunos xenianos. Lanza avispas que siguen a los enemigos. Tiene un total de 8 avispas que se regeneran cuando se acaban. Con la acción secundaria se dispara más rápido, pero no siguen a los enemigos (van en línea recta).

#### Grupo V: Explosivos

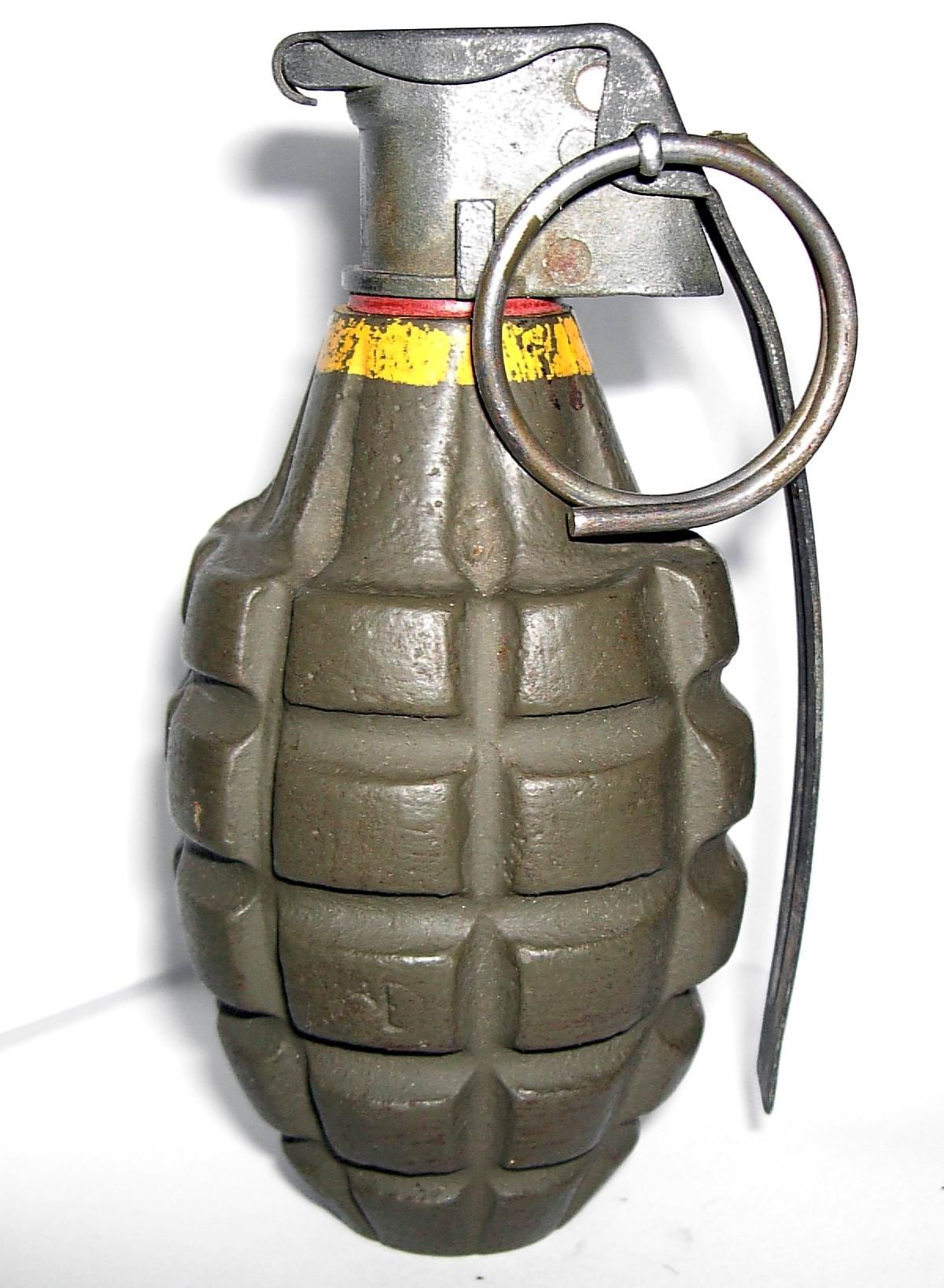
La Granada Mk 2, una de las armas explosivas del juego.

- Granada Mk 2: Granadas de fragmentación de las cuales se pueden llevar hasta 10. Cuanto más se demore el lanzamiento de una granada, tardará menos en explotar, incluso llegando a explotarle en la mano al propio jugador.

- C4 o Satchel: Los clásicos explosivos plásticos C4. Su explosión es devastadora, pero solo se pueden llevar 5. Con la acción secundaria se pueden lanzar más de un C4.

- Minas láser: Son dispositivos explosivos especialmente hechos para la H.E.C.U. Estas minas láser son las que poseen la explosión más destructiva, pero solo se pueden llevar 5. Se pueden plantar en cualquier superficie plana (suelo, pared y techo) y activan un haz láser que, al ser atravesado, hace explotar el dispositivo.

- Snarks: Son pequeños monstruos de Xen carnívoros, que pueden ser lanzados para que ataquen con sus poderosas mandíbulas a todo ser vivo que se encuentren en el camino. Tras un tiempo limitado estallan y si no encuentran a nadie, vuelven para atacar al jugador. Pueden llevarse hasta 15 Snarks. A primera vista tienen un gran parecido con los insectos terrestres, pero no poseen caparazones artrópodos, sino que tienen una piel desnuda de color amarillo crema en la mitad inferior. Su espalda tiene forma de un abdomen de insecto, solo que más levantado y de color rojo apagado. Tienen cuatro pequeñas extremidades del tamaño y forma de un pulgar terminando en cuernos, que son la mitad del largo de las patas, de color negro. Poseen un solo gran ojo verde brillante y dos antenas, por boca tienen un pico parecido al de un loro algo separado del ojo y en proporción pequeño. No hay distinción de cabeza y cuerpo, no tienen cuello. Son del tamaño y forma de una granada. No muy difíciles de matar, pero extremadamente efectivos cuando se los lanza en combate conjunto a todos.

### Multijugador
Half Life cuenta con diversos mapas (oficiales y no oficiales), donde se puede jugar vía LAN (red local) o entrando en línea en los servidores del juego, si se tiene una conexión a internet. En las partidas multijugador tan solo hay la modalidad de un todos contra todos (deathmatch), ganando el que tiene más bajas, pero también se pueden competir por grupos con una opción, como en otro de los juegos desarrollados por VALVE, el Counter-Strike, pudiendo ser más atractiva la partida que este.
Se pueden elegir varios personajes, sus colores y el nombre para identificarlo. Lo que se pueden elegir son: Barney, Gordon, G-Man, un científico con traje protector y casco, Gina, un soldado HECU con boina, soldado HECU con máscara antigás (Adrían Shephard, el protagonista de Half Life: Opposing Force), Robot, Zombi, y por último, un científico.

## Requisitos
Los requisitos de Half-Life son los siguientes:
Mínimos
- Pentium 133 MHz
- 24 MB RAM
- Windows 95/98/En adelante
- Tarjeta de video SVGA
- Windows-compatible sound card
- Lector de discos de 2x CD-ROM
- 400 MB De espacio en el disco duro.

Recomendados
- Pentium 166 MHz
- 32 MB RAM
- Tarjeta de video compatible con OpenGL o DirectX (6 en adelante).

## Desarrollo

### Nombre
El título del juego Half-Life y sus expansiones hacen referencia a términos científicos. Half-Life (en español: Periodo de semidesintegración o semivida), es el tiempo necesario para que un elemento radiactivo pierda la mitad de su masa por desintegración natural. La letra griega Lambda, que aparece en todos los rincones y portadas del juego, es la constante de desintegración, y el símbolo del Complejo Lambda, escenario hacia donde el personaje debe dirigirse en el transcurso del juego. La expansión Opposing Force (en español: Fuerza Opositora), no solo se refiere a la situación del personaje militar encarnado por Adrían Shephard (enemigo de Gordon Freeman, encarnado en el primer Half-Life), sino que también es una referencia a la tercera ley de Newton sobre el movimiento. Por último, la otra expansión; Blue Shift, se refiere a la evolución de la frecuencia de la radiación causada por el efecto Doppler, al igual que el azul de los uniformes de los oficiales de seguridad de Black Mesa. Además, Blue Shift es también el nombre de la unidad de seguridad de Black Mesa, según lo menciona el guardia de seguridad Miller al final de la pista de entrenamiento en Half-Life.

### Banda sonora
La banda sonora de Half-Life la compuso Kelly Bailey. Estas melodías solo aparecen en el juego. 
| - 1. "Adrenaline Horror" - 02:09 - 2. "Vague Voices" - 02:11 - 3. "Klaxon Beat" - 01:00 - 4. "Space Ocean" - 01:36 - 5. "Cavern Ambiance" - 01:39 - 6. "Apprehensive Short" - 00:23 - 7. "Bass String Short" - 00:08 - 8. "Hurricane Strings" - 01:33 - 9. "Diabolical Adrenaline Guitar" - 01:44 - 10. "Hazardous Environments" - 01:22 - 11. "Nepal Monastery" - 02:08 - 12. "Alien Shock" - 00:36 - 13. "Sirens in the Distance" - 01:12 - 14. "Nuclear Mission Jam" - 02:00 | - 15. "Scared Confusion Short" - 00:16 - 16. "Drums and Riffs" - 02:03 - 17. "Hard Technology Rock" - 01:40 - 18. "Steam in the Pipes" - 01:55 - 19. "Electric Guitar Ambiance" - 01:24 - 20. "Dimensionless Deepness" - 01:24 - 21. "Military Precision" - 01:20 - 22. "Jungle Drums" - 01:49 - 23. "Traveling Through Limbo" - 01:17 - 24. "Credits / Closing Theme" - 01:39 - 25. "Threatening Short" - 00:37 - 26. "Dark Piano Short" - 00:17 - 27. "Sharp Fear Short" - 00:06 |

### Half-Life Remix Álbum (1998)
Es un álbum oficial del juego compuesto por Doug Laurent. Solo cuenta con cuatro pistas.
- 1. Half-Life (Domination Mix Edit) - Doug Laurent
- 2. Half-Life (MindBomb Remix) - MindBomb
- 3. Half-Life (Hypnotic Mix) - Doug Laurent
- 4. Half-Life (Domination Mix) - Doug Laurent

### Ports

#### Sega Dreamcast

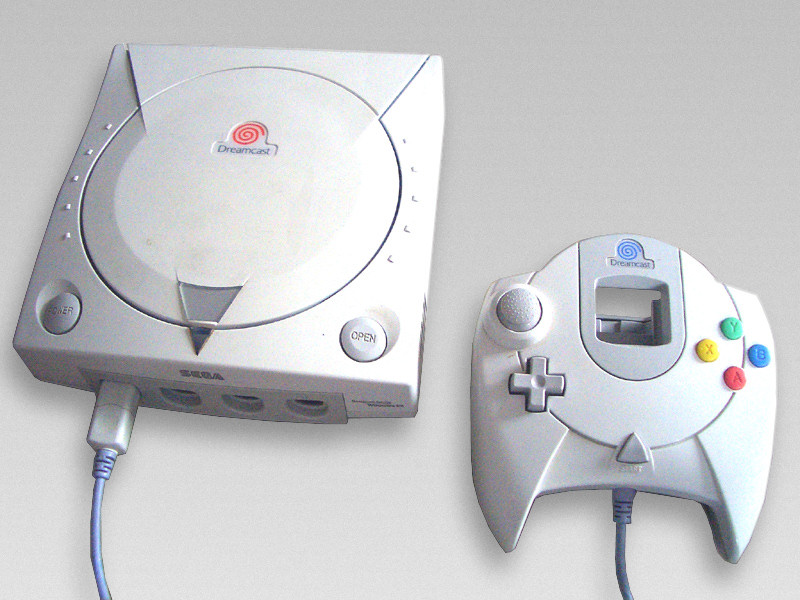
Sega Dreamcast.

El port hacia la videoconsola Sega Dreamcast fue realizada por Gearbox Software. Fue mostrada en versión jugable durante la European Computer Trade Show (ECTS) del año 2000 en el stand de la editorial y junto a los desarrolladores Randy Pitchford y Brian Martel quienes estuvieron presentes para dar entrevistas a la prensa.
Aunque estaba previsto para su lanzamiento a finales del año 2000, la distribuidora del juego, Sierra Entertainment, decidió cancelarlo debido a las decadentes condiciones de mercado en las que se encontraba Dreamcast.

Meses más tarde, Sierra Entertainment anunció la conversión del juego a PlayStation 2 durante el E3 de 2001. Esta versión se publicó en América del Norte a finales de octubre de ese año y un mes más tarde en Europa.

Cabe mencionar además que el otro proyecto basado en el universo de Half-Life, y en principio exclusivo para Dreamcast, Half-Life: Blue Shift, fue también cancelado y posteriormente lanzado en exclusiva para PC como una expansión.
Pese a que la versión de Dreamcast nunca fue publicada oficialmente, a través de Internet pueden encontrarse versiones completamente jugables de Half-Life y Half-Life: Blue Shift pero con tiempos de carga anormalmente largos e importantes problemas relacionados con el espacio ocupado por las partidas guardadas en las tarjetas de memoria de la consola.

#### PlayStation 2
Port realizado por Gearbox Software en 2001. Esta versión del juego sufrió una importante revisión gráfica de personajes, armas y entornos.
Incluye la tercera expansión oficial para el juego llamado Half-Life: Decay, en la que controlamos a dos personajes jugables, la Dra. Gina Cross y la Dra. Colette Green. Hoy en día se puede descargar una versión para PC completamente funcional tanto si se dispone o no de Steam.

#### Mac
En un principio, este port fue cancelado debido a la incompatibilidad con la versión para PC del modo multijugador, además de otras incompatibilidades que los desarrolladores no podían hacer frente en ese momento.
Sin embargo, al día de hoy, Valve tiene disponibles todos los juegos de la saga Half-Life para Mac a través de su plataforma de juegos Steam. Esto permitió que Half-Life, al fin, pueda ser jugado por todos los usuarios de esta plataforma. Esta compatibilidad incluye partidas multijugador compatibles con las de PC y posibilidad de utilizar las partidas guardadas de PC en Mac y viceversa.

#### Linux
Del mismo modo que sucedió para Mac, gracias a la incorporación de la plataforma Steam a GNU/Linux, toda la saga Half-Life se encuentra disponible para este sistema operativo con las mismas características. Cabe destacar que en 2013 Valve anunciaba su SteamOS (distribución Linux) para su plataforma de juegos, lo que llevó a portear casi la totalidad de juegos de la firma a GNU/Linux.

## Expansiones y secuelas
Half Life, no tuvo mucho éxito en el momento de su lanzamiento, pero luego, al ser aclamado por críticos por la trama del juego, la sofisticación de la inteligencia artificial (IA) y gracias a su larga duración, se convirtió en un éxito de ventas, proclamándose juego del año por más de 50 publicaciones lo que lo convirtió en uno de los mejores juegos del género, llegando a ser una saga de culto por miles de fanes a los FPS. 
Su éxito continuaría con las expansiones oficiales: 
- Half-Life: Opposing Force (OF)
- Half-Life: Blue Shift (BS)
- Half-Life: Decay Único juego con la pantalla dividida

Además, salieron diversos mods multijugador como: 
- Counter-Strike (CS)
- Natural Selection (NS)
- Team Fortress Classic (TFC)
- Day of Defeat (DOD)
- Sven Co-op (SC)
- The Specialists (TS)
- Ricochet

En el 2004, Valve lanzó la secuela tras el éxito del primer juego:
- Half-Life 2 (HL2)
- Half-Life 2: Episode One (HL2 Ep1)
- Half-Life 2: Episode Two (HL2 Ep2)
- Half-Life 2: Survivor (Arcade)

### Half-Life: Source
Dado el lanzamiento del nuevo motor de juego del equipo de Valve, llamado Source, decidieron reemplazar el motor de juego del Half-Life 1 por el Source.
Los cambios más notorios en esta reconstrucción son:
- Algunos efectos de agua nuevos, como los chapoteos y la transparencia del agua.
- Una nueva física, que afecta a cajas y enemigos.
- La IA de los enemigos tiene una ligera mejoría.
- Nuevos efectos gráficos tales como chispas, humo, efectos de reflejo e iluminación.
- Texturas con resolución más alta.

### Black Mesa
Black Mesa es el mod más ambicioso de un jugador para Half Life, desarrollado por la compañía de videojuegos Crowbar Collective. El objetivo del mod es el de recrear toda la campaña de Half Life en el motor moderno de Source. Luego de varios años en desarrollo, se lanzó una primera parte del mod el 14 de septiembre de 2012, que llega hasta justo antes de que Freeman se teletransporte al mundo fronterizo Xen. El 5 de mayo de 2015 se publicó como juego de acceso anticipado en la plataforma Steam. El 24 de diciembre de 2019 la compañía anunció de manera oficial el lanzamiento de la última parte del juego, el capítulo correspondiente al mundo Xen.

### Half-Life: Alyx
El 21 de noviembre de 2019, Valve anunció un nuevo juego de realidad virtual titulado Half-Life: Alyx, con una fecha de lanzamiento para el 23 de marzo de 2020. El juego se desarrolla antes de los eventos de  Half-Life 2, enfocándose en Alyx Vance (el personaje jugador) y su padre Eli mientras establecen la resistencia contra la alianza Combine en Ciudad 17. Valve declaró que construyen el motor del juego para el soporte de realidad virtual en torno a la combinación de acción y rompecabezas de juego y narrativa de la serie Half-Life. Si bien el juego incluirá armas comunes de los juegos de  Half-Life, el jugador usará guantes de gravedad que funcionan de manera similar a la pistola de gravedad en términos de manipulación física. Más detalles del juego están planeados para revelarse en la ceremonia de los Game Awards, a realizarse en diciembre de 2019.

### Actualización del 25to. aniversario
En noviembre de 2023, en conmemoración al 25 aniversario de Half-Life, Valve actualizó el juego en Steam para revertir el contenido dentro del juego a su estado original de 1998, corregir errores que llevaban años sin arreglar y agregar contenido adicional, incluyendo la demostración Half-Life: Uplink, cuatro mapas multijugador nuevos, soporte para Steam Deck, mejoras en el rendimiento gráfico y compatibilidad con monitores de resolución 4K.
Valve también lanzó un documental de una hora sobre la creación de Half-Life, que incluye comentarios de los desarrolladores originales, diseñadores y artistas del juego. Dos días después del lanzamiento, Half-Life alcanzó los 33 471 jugadores concurrentes en Steam, su cifra más alta hasta la fecha, al menos desde 2009, cuando Valve comenzó a registrar la cantidad de jugadores.